# Raíz 13
Extraer la raíz 13 de un número es una categoría famosa dentro de los récords mundiales de cálculo mental. El desafío consiste en facilitar un número grande (posiblemente más de 100 dígitos) al concursante, quien debe hallar el número que cuando se eleva a la 13.ª potencia, es igual al número dado.
Por ejemplo, la raíz 13 de 8 192 es 2 y la raíz 13 de 96 889 010 407 es 7.

## Propiedades del desafío
La extracción de la raíz decimotercera tiene ciertas propiedades. Una es que la raíz 13 de un número es mucho más pequeña: una raíz 13 tendrá aproximadamente 1/13 del número de dígitos que el número de partida. Por lo tanto, la raíz 13 de un número de 100 dígitos solo tiene 8 dígitos y la raíz 13 de un número de 200 dígitos tendrá 16 dígitos. Además, el último dígito de la raíz 13 es siempre el mismo que el último dígito de la potencia.
Para la raíz número 13 de un número de 100 dígitos, hay 7.992.563 posibilidades, comprendidas en el rango (41.246.264 - 49.238.826). Esto se considera un cálculo relativamente fácil. Sin embargo, para la raíz 13 de un número de 200 dígitos, hay 393.544.396.177.593 posibilidades, comprendidas en el rango (2.030.917.620.904.736 - 2.424.462.017.082.328). Esto se considera un cálculo difícil.

## Récords
El Libro Guinness de los récords ha publicado las mejores marcas en la tarea de extraer la raíz 13 de un número de 100 dígitos. Todos los récords mundiales por extraer mentalmente una raíz 13 han sido para números con una raíz entera.
- El primer registro fue de 23 minutos, logrado por De Grote (México).
- Más adelante, el mejor tiempo publicado fue de 88,8 segundos, registrado por Klein (Holanda).
- Mittring lo rebajó a 39 segundos.
- Alexis Lemaire batió este récord en 2020, dejándolo en 13,55 segundos.[1]
- Mittring anunció haber dejado el récord en 11,8 segundos, pero su reclamación fue rechazada por todas las organizaciones (Saxonia Record Club, Guinness, Grupo de la Raíz 13º).
- Lemaire rompió este récord extraoficialmente 6 veces, dos veces en 4 segundos. Su mejor marca fue 3,625 segundos.
- También estableció el primer récord mundial para la raíz 13 de un número de 200 dígitos: 513,55 segundos tras 742 intentos, el 6 de abril de 2005, y lo rompió con 267,77 segundos en 577 intentos el 3 de junio de 2005.
- El mismo día, Lemaire también ha establecido ante testigos oficiales un récord no oficial de 113 segundos en 40 intentos.
- El 27 de febrero de 2007, estableció un récord mundial en 1 minuto y 47 segundos.
- Rompió este récord otra vez el 24 de julio de 2007, con un tiempo de 1 minuto y 17 segundos (77,99 segundos) en el Museo de Historia de la Ciencia, Universidad de Oxford, Reino Unido.
- Lo batió de nuevo el 15 de noviembre de 2007, con un tiempo de 72,4 segundos
- Por último, el 10 de diciembre de 2007 lo dejó en un tiempo de 70,2 segundos